# Burroughs (krater)
För andra betydelser, se Burroughs.
Burroughs är en nedslagskrater på planeten Mars och den har en diameter på 112 km. Den är namngiven efter den amerikanske författaren Edgar Rice Burroughs.